# Xã Waubonsie, Quận Ringgold, Iowa
Xã Waubonsie (tiếng Anh: Waubonsie Township) là một xã thuộc quận Ringgold, tiểu bang Iowa, Hoa Kỳ. Năm 2010, dân số của xã này là 78 người.